# Alexander Grebtschenko
Alexander Grebtschenko (auch Aleksandar Grebchenko, bulgarisch Александър Гребченко; * 1975 in Warna) ist ein in Deutschland lebender Komponist bulgarischer Abstammung.

## Leben
Grebtschenko studierte nach seinem Instrumentalstudium Komposition und Elektronische Musik an der Hochschule für Musik Freiburg bei Cornelius Schwehr und Mesías Maiguashca.  Von 2004 bis 2011 leitete er das neugegründete Studio für Elektronische und Elektroakustische Musik der Musikschule Konstanz. Er ist Dozent für elektronisches Komponieren am Institut für Neue Musik der Hochschule für Musik Freiburg sowie Leiter des Studios für elektronische Musik.
Konzerte und Gastkurse führten ihn in zahlreiche europäischen Länder, sowie Nord- und Südamerika, Australien und China (Expo 2010 Shanghai). Er erhielt Stipendien, u. a. bei den Donaueschinger Musiktagen, Landesgraduiertenförderung im Fach Akustik sowie ein Stipendium des Bundespräsidenten. Kompositionsaufträge erhielt er u. a. vom ensemble recherche, duo contour, Ensemble Alarm, Ensemble Chronophonie und arte/ZDF in Zusammenarbeit mit dem Orchester der Komischen Oper Berlin (Vertonung des Stummfilms „Arsenal“, UdSSR 1929).

## Schaffen
Sein Schaffen bewegt sich in einem weiten Feld zwischen schriftlich fixierter Musik und Improvisation, Klanginstallation, Elektronischer Musik, Filmmusik, Kinetischer Kunst u. a. Grenzen im Allgemeinen und Grenzen der Wahrnehmung im Besonderen sind dabei ein zentrales Thema.

## Werke (Auswahl)

### Kammermusik
- εσσεται..., darling! – für Oboe, Horn, Schlagzeug, Gitarre und Violoncello (1998)
- Stehen ist Nichtumfallen – für Militärtrommel und "Begleit"-Instrumente (1999)
- Null-Tanz – für Akkordeon (2001)
- DURCHGESTRICHEN – für Klavier (2003)
- "Bye-bye!" deluxe – für 19-div. Trompete (2007)
- Love Songs – für Trompete und Drumset (2008)
- A Number One – für Flöte, Oboe, Fagott, Trompete und Schlagzeug (2008)
- Ballade – für Sprechstimme und Zuspielung (2010)
- bopgodoq-benz – für Drehorgel (2014)
- Anleitung zur Ausarbeitung von Textvertonungen (2016)

### Elektronische Musik und Klanginstallationen
- <   – für ca. zehn unterschiedliche Kleinlautsprecher (2001)
- oooo chance elise (2005)
- Wild Thing – Performance in Zusammenarbeit mit Zufit Simon (2011)[4]
- /_\   – kinetisches Objekt (2014)
- robobongocero  – Klanginstallation (2014)
- BOX – installative Performance in Zusammenarbeit mit Telemach Wiesinger (2015)
- Rotating Umbrellas – Klanginstallation (2016)
- Chimerae - kinetische Objekte (2021)

### Orchester und Oper
- Die drei Federn (Oper) – sieben Solisten, Orchester (2001)
- Zwei Sätze – für Orchester (2005)

### Filmmusik
- 2022 TURBULENCE (D 2022, Regie: Telemach Wiesinger)
- 2021 1:1 (D 2021, Regie: Telemach Wiesinger)[5]
- 2017 Arsenal (UdSSR 1929, Regie: Oleksandr Dowschenko)[6]
- 2015 KALEIDOSCOPE (D 2015, Regie: Telemach Wiesinger)[7]
- 2003 Wie Gewünscht (D 2003, Regie: Anna Kalus)[8]

## Veröffentlichungen (Auswahl)
- "Anleitung zur Ausarbeitung von Textvertonungen" in "MUSIZIERAKTIONEN – frei, streng, lose: Anregungen zur V/Ermittlung experimenteller Musizier- und Komponierweisen" Hg. Prof. Dr. Hans Schneider ISBN 978-3-89727-544-7
- A NEW MUSIC EXPERIMENT accompanying Rain - Ivens Magazine 18 (Dezember 2013)
- Sebastian Berweck: extended piano (hidden track) HCR2009ASIN: B0037P159A
- The Yasser Collection, Microtonal Projects MPR007CD